# Adalatherium hui
Adalatherium hui — викопний вид примітивних ссавців клади гондванатерій (Gondwanatheria). Існував наприкінці крейди. Майже повний добре збережений скелет знайдено у 2020 році у відкладеннях формації Маеварано на Мадагаскарі. Adalatherium hui був досить великим ссавцім свого часу, сягаючи завдовжки 60 см. Його скелет став найповнішим з усіх відомих мезозойських ссавців Південної півкулі. Крім того, передня частина черепа містить більше фораменів (отворів для судин, нервів, м'язів), ніж будь-який відомий ссавець.

## Назва
Вид був описаний у 2020 році палеонтологами з Денверського музею природи та науки та Університету Стоні-Брук. Назва роду Adalatherium походить від малагасійського adala — «божевільний» і давньогрецького Θήριον — «звір». Видова назва вшановує палеонтолога Яоміна Гу (англ. Yaoming Hu) з Університету Стоні Брук, який працював над вивченням звіра.